# Tydzień Rozbrojenia
Tydzień Rozbrojenia (ang. Disarmament Week) – okolicznościowy tydzień organizowany corocznie w dniach 24-30 października w państwach członkowskich ONZ, ustanowiony przez Zgromadzenie Ogólne w oparciu o Końcowy Dokument, przyjęty na specjalnej, rozbrojeniowej sesji Zgromadzenia Ogólnego w 1978 roku (rezolucja S-10/2).
Obchody rozpoczynają się w Dzień Narodów Zjednoczonych a zarazem w rocznicę powstania Organizacji Narodów Zjednoczonych.
W 1995 roku Zgromadzenie wezwało rządy i organizacje pozarządowe, aby nadal brały aktywny udział w obchodach Tygodnia Rozbrojenia (rezolucja 50/72 B z 12 grudnia). 
Celem obchodów jest zwrócenie uwagi światowej opinii publicznej na niebezpieczeństwa związane z wyścigiem zbrojeń, głoszenie potrzeby zaprzestania rywalizacji w zbrojeniach i pogłębianie świadomości społecznej na temat pilnych zadań w sferze rozbrojenia. 
Ściśle z Tygodniem związane jest inne święto, mianowicie na 64. sesji, 30 października 2009,  został proklamowany Międzynarodowy Dzień Sprzeciwu wobec Prób Jądrowych.  Jego celem jest zwiększenie świadomości społecznej i edukacji na temat skutków wybuchów jądrowych, testów broni lub innych wybuchów jądrowych oraz konieczności ich zaprzestania. Obchody wyznaczono na 29 sierpnia w rocznicę zamknięcia poligonów nuklearnych w Semipałatyńsku w Kazachstanie (1991 r.).
W swojej wypowiedzi z 21 września 2011 roku sekretarz generalny Ban Ki-moon podkreślił:

Pamiętajmy o nacisku na rozbrojenie i nierozprzestrzenianie broni jądrowej. Pozwól nam spełnić marzenie ... świata wolnego od broni jądrowej.